# Surrender (альбом The Chemical Brothers)
Surrender — третий студийный альбом группы «The Chemical Brothers», выпущенный 21 июня 1999 года.

## Список композиций
1. «Music: Response» — 5:19
2. «Under the Influence» — 4:16
3. «Out Of Control» — 7:19
  - при участии Бернарда Самнера
4. «Orange Wedge» — 3:06
5. «Let Forever Be» — 3:56
  - при участии Ноэля Галлахера
6. «The Sunshine Underground» — 8:38
7. «Asleep from Day» — 4:47
8. «Got Glint?» — 5:26
9. «Hey Boy Hey Girl» — 4:50
10. «Surrender» or «Racing The Tide» on some pressings — 4:30
11. «Dream On» — 5:13
  - «Dream On (Reprise)» — 1:13 (скрытый трек)
  - при участии Джона Донахью